# Museum Hindeloopen
Het Museum Hindeloopen (voorheen: Hidde Nijland Museum) is een cultuurhistorisch museum in het Nederlandse stadje Hindeloopen, een van de Friese elf steden.

## Geschiedenis
Het Museum Hindeloopen, dat op 16 juli 1919 werd geopend als het Hidde Nijland Museum, is een van de oudste musea van Friesland. De totstandkoming van het museum was een initiatief van het echtpaar Hidde en Adriana Nijland-Volker (de ouders van de kunstschilder Dirk Nijland). Nijland (1856-1931) was een kunst- en antiekverzamelaar, die in 1917 zijn uitgebreide collectie Hindeloper voorwerpen aan de toenmalige gemeente Hindeloopen schonk, onder het beding dat ze in het voormalige stadhuis geëxposeerd zou worden. De gemeente accepteerde dit aanbod en Nijlands verzameling werd tentoongesteld op de bovenverdieping van het gebouw.
In de eerste vier decennia van zijn bestaan was het geen opvallend museum. De verzameling werd amper uitgebreid en pas in 1958 werd voor het eerst een conservator aangesteld. Een jaar later begon het museum, mede naar aanleiding van zijn veertigjarig bestaan, een nieuw en meer actief beleid te voeren, daartoe financieel in de gelegenheid gesteld door de provincie Fryslân en het Rijk. Vanaf de jaren zestig groeide de collectie regelmatig als gevolg van schenkingen van particulieren en door aankopen. Het pand bleek te klein en werd in 1964 vergroot met een aanbouw, waarin de entreehal en de woning van de conservator werden ondergebracht. Zes jaar later werd het museum gesloten voor een ingrijpende restauratie en een herinrichting van het gebouw. De heropening vond plaats in 1971. Het ruimtegebrek was echter blijvend, zodat in 1982 ook de woning van de conservator bij het museum werd getrokken. In 1990 werd het pand gedeeltelijk opnieuw gerestaureerd en werd de tuin eromheen heringericht.
Sinds een wijziging in het Nederlandse museumbeleid in 1991, waardoor zowel de provincie als de centrale overheid hun subsidies introkken, wordt het museum financieel ondersteund door de in 1984 gevormde gemeente Nijefurd. In 2008 werd het museum verzelfstandigd en werd de naam Hidde Nijland Museum gewijzigd in Museum Hindeloopen.

## De collectie
De collectie van het Museum Hindeloopen omvat onder meer Hindelooper schilderkunst, klederdracht en interieurs. Ook zijn voorwerpen te zien die verband houden met de scheepvaarthistorie en de visserij. Daarnaast wordt aandacht besteed aan de geschiedenis van de stad.
Het museum heeft tevens een educatieve functie, die met name gericht is op kinderen uit het basisonderwijs.